# Torrenticola tricolor
Torrenticola tricolor är en kvalsterart som beskrevs av Herbert Habeeb 1957. Torrenticola tricolor ingår i släktet Torrenticola och familjen Torrenticolidae. Inga underarter finns listade i Catalogue of Life.